# Strymon godarti
Strymon godarti är en fjärilsart som beskrevs av William D. Field 1938. Strymon godarti ingår i släktet Strymon och familjen juvelvingar. Inga underarter finns listade i Catalogue of Life.